# 弗里耶尔-法尤埃勒
弗里耶尔-法尤埃勒（法語：Frières-Faillouël，法語發音：[fʁijɛʁ fajwɛl]）是法国上法兰西大区埃纳省的一个市镇，位于该省西部偏北，属于拉昂区。该市镇于1790-1794年由弗里耶尔（Frières）和法尤埃勒（Faillouël）合并而成。

## 地理
弗里耶尔-法尤埃勒（49°41'15"N, 3°14'31"E）面积15.26 平方千米，位于法国上法蘭西大區埃纳省，该省份为法国北部内陆省份，北起北部省，西接索姆省和瓦兹省，东临阿登省和马恩省，西南至塞纳-马恩省，东北部与比利时接壤。
与弗里耶尔-法尤埃勒接壤的市镇（或旧市镇、城区）包括：弗拉维勒马泰勒、瑞西、梅内西、泰爾尼耶、维勒基耶欧蒙、维里-努勒伊。

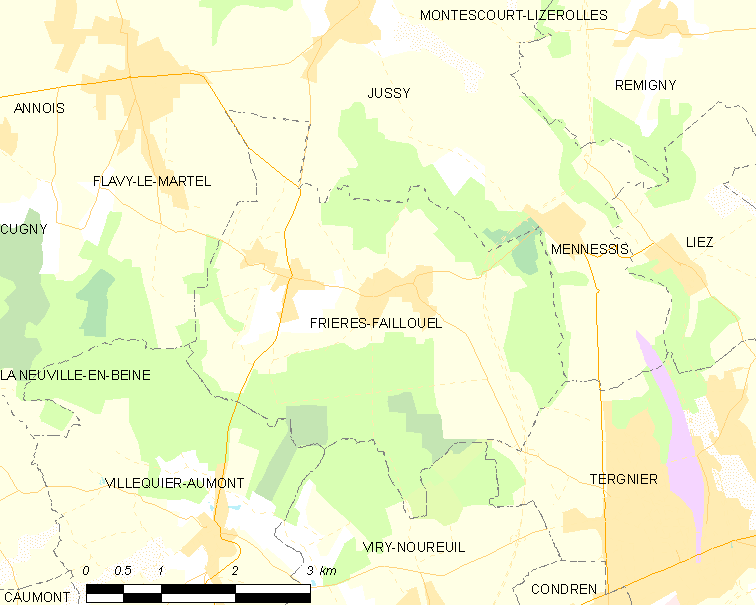
弗里耶尔-法尤埃勒的OSM定位图

弗里耶尔-法尤埃勒的时区为UTC+01:00、UTC+02:00（夏令时）。

## 行政
弗里耶尔-法尤埃勒的邮政编码为02700，INSEE市镇编码为02336。

## 政治
弗里耶尔-法尤埃勒所属的省级选区为绍尼县。

## 人口

1962-2008年间弗里耶尔-法尤埃勒人口变化图示

弗里耶尔-法尤埃勒于2022年1月1日时的人口数量为976人。